# Nazionale femminile di calcio della Spagna
La nazionale di calcio femminile della Spagna (in spagnolo Selección femenina de fútbol de España) è la rappresentativa calcistica femminile internazionale della Spagna, gestita dalla locale federazione calcistica (RFEF).
In base alla classifica emessa dalla FIFA il 12 giugno 2025, la nazionale femminile occupa il 2º posto del FIFA/Coca-Cola Women's World Ranking.
Come membro dell'UEFA, partecipa a vari tornei di calcio internazionali, come al Campionato mondiale FIFA, Campionato europeo UEFA, ai Giochi olimpici estivi e ai tornei a invito come la SheBelieves Cup, l'Algarve Cup o la Cyprus Cup.
I migliori risultati ottenuti nei tornei internazionali sono stati la vittoria al campionato mondiale 2023, la UEFA Women's Nations League nel 2023-2024 e la finale raggiunta nel campionato europeo 2025, mentre nei tornei a invito ha vinto l'Algarve Cup 2017 e la Cyprus Cup 2018, entrambe al loro primo anno di partecipazione.

## Storia
Grazie al successo riscosso nel 1970 dalle prime squadre di calcio femminile in Spagna, una prima seleziona nazionale spagnola venne formata nel 1971. La squadra, guidata da Conchi Sánchez, fece il suo debutto – non riconosciuto dalla federazione spagnola (RFEF) – il 21 febbraio 1971 allo stadio de La Condomina di Murcia, pareggiando 3-3 col Portogallo. Nell'estate seguente la partecipazione della selezione nazionale alla seconda edizione della Coppa del Mondo, non riconosciuta dalla FIFA, organizzata in Messico, venne proibita dalla RFEF. Il 15 luglio successivo le spagnole persero 8-1 contro l'Italia la prima partita disputata all'estero.
Solamente nel 1983 la RFEF istituì ufficialmente la nazionale femminile di calcio. La prima partita ufficiale venne disputata il 5 febbraio 1983 ad A Guarda contro il Portogallo, vittorioso per 1-0, mentre la prima vittoria arrivò in trasferta a Zurigo contro la Svizzera. Il 27 aprile 1985 giunse la prima partita in una competizione internazionale, persa 1-0 contro l'Ungheria e valida per le qualificazioni al campionato europeo 1987. In questa e nelle successive edizioni delle qualificazioni alla fase finale della massima competizione continentale la Spagna non ottenne risultati di rilievo, lontani dalla possibilità di accedere alla fase finale. Nelle qualificazioni al campionato europeo 1995 arrivò un secondo posto nel gruppo 7 a un solo punto dall'Inghilterra, prima classificata. Nell'edizione successiva la Spagna concluse il gruppo 4 al terzo posto alle spalle di Svezia e Danimarca, accedendo ai play-off per l'accesso alla fase finale; nella gara d'andata arrivò la vittoria casalinga per 2-1 sull'Inghilterra, mentre il ritorno si concluse in parità sull'1-1, dando alle spagnole la prima qualificazione alla fase finale del campionato europeo.
Sorteggiata nel gruppo A del campionato europeo, organizzato in Norvegia e Svezia, la Spagna concluse al secondo posto dietro la Svezia e a pari punti con la Francia, ma avendo la meglio sulle francesi grazie alla migliore differenza reti, accedendo così alla fase a eliminazione diretta. In semifinale giunse la sconfitta per 2-1 contro l'Italia, che eliminò così le iberiche dal torneo. Nell'edizione seguente la partecipazione alla fase finale venne mancata dopo la doppia sconfitta ai play-off contro la Danimarca. Analogo epilogo ebbero i play-off delle qualificazioni al campionato europeo 2009, quando furono i Paesi Bassi con un doppio 2-0 a impedire alle iberiche l'accesso alla fase finale. Nel biennio successivo la Spagna andò vicina alla prima qualificazione al campionato mondiale, concludendo al secondo posto il gruppo 5 delle qualificazioni UEFA alle spalle dell'Inghilterra per tre punti, con le inglesi che riportarono in parità lo scontro diretto dopo che le spagnole si era portate in doppio vantaggio.
La Spagna tornò a disputare la fase finale del campionato europeo nel 2013, dopo aver conquistato la qualificazione ai play-off, avendo concluso al secondo posto il suo girone di qualificazione alle spalle della Germania, contro la quale ottenne un pareggio per 2-2 che interruppe la serie di vittorie consecutive in competizioni legate al campionato europeo delle tedesche che durava da 12 anni. La qualificazione ai play-off giunse al termine dei tempi supplementari, dopo che sia l'andata che il ritorno contro la Scozia si erano concluse sull'1-1; decisiva fu una rete di Verónica Boquete nei minuti di recupero del secondo tempo supplementare, che consentì la vittoria delle spagnole per 3-2 e il ritorno alla fase finale dopo 16 anni d'assenza. Alla rassegna continentale, organizzata in Svezia, la Spagna venne sorteggiata nel gruppo C e concluse la fase a gironi al secondo posto, alle spalle della Francia e davanti a Inghilterra e Russia, accedendo così alla fase a eliminazione diretta. Ai quarti di finale arrivò l'eliminazione dopo la sconfitta per 3-1 contro la Norvegia.

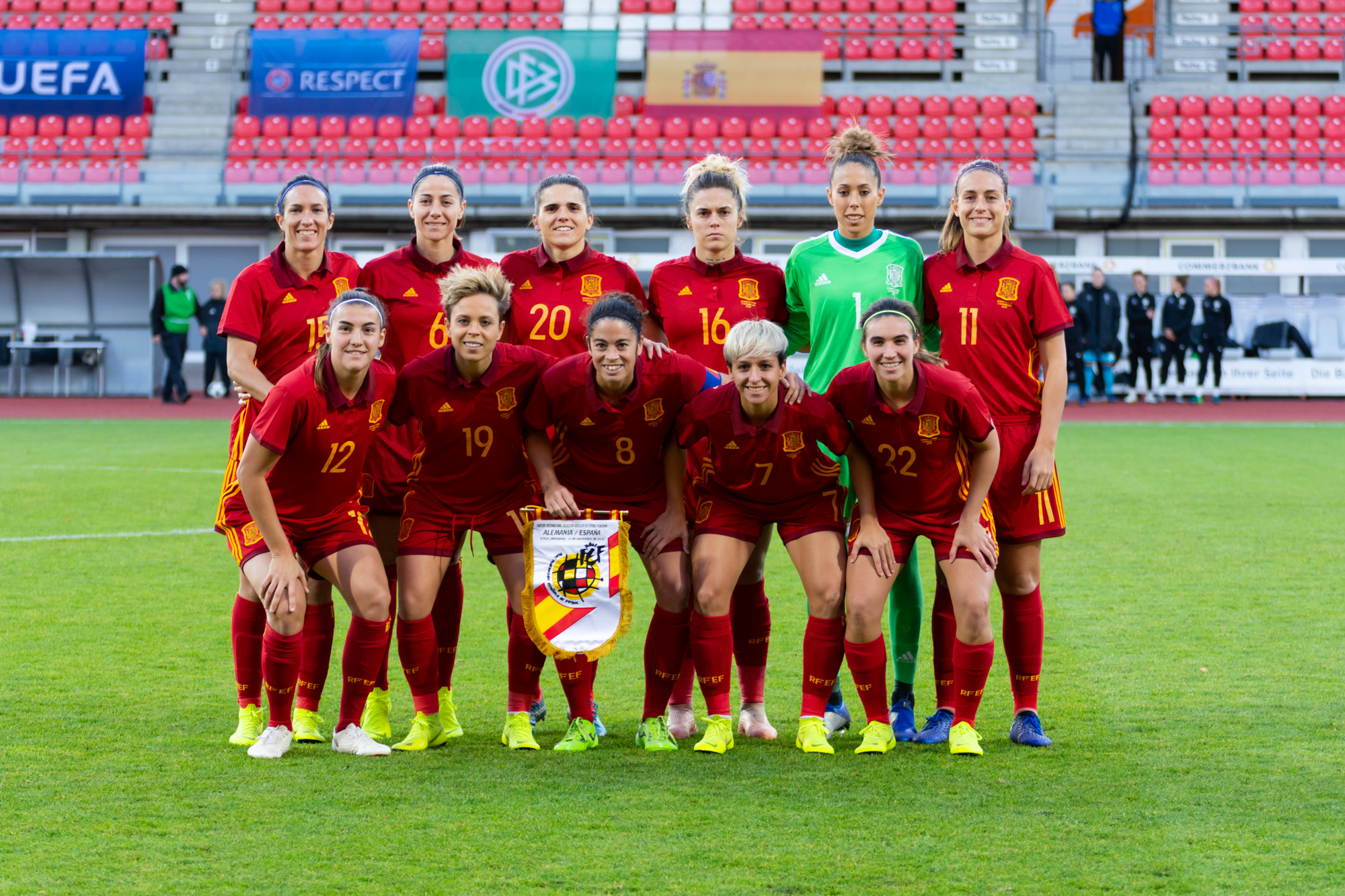
La formazione della Spagna nella partita contro la Germania il 13 novembre 2018.

La vittoria del gruppo 2 delle qualificazioni UEFA davanti all'Italia portò la Spagna alla prima storica partecipazione alla fase finale del campionato mondiale. La rassegna iridata si disputò in Canada nel giugno 2015 e la nazionale iberica venne inserita nel gruppo E assieme a Brasile, Corea del Sud e Costa Rica. L'avventura de la Roja si concluse al termine della fase a gironi con l'ultimo posto in classifica; infatti, dopo aver pareggiato 1-1 all'esordio contro le costaricane, arrivarono le sconfitte di misura per - contro le brasiliane e per 1-2 contro le sudcoreane, che decretarono l'eliminazione dal torneo. Nei giorni seguenti Ignacio Quereda, selezionatore della nazionale da 27 anni, si dimise e venne sostituito da Jorge Vilda. 

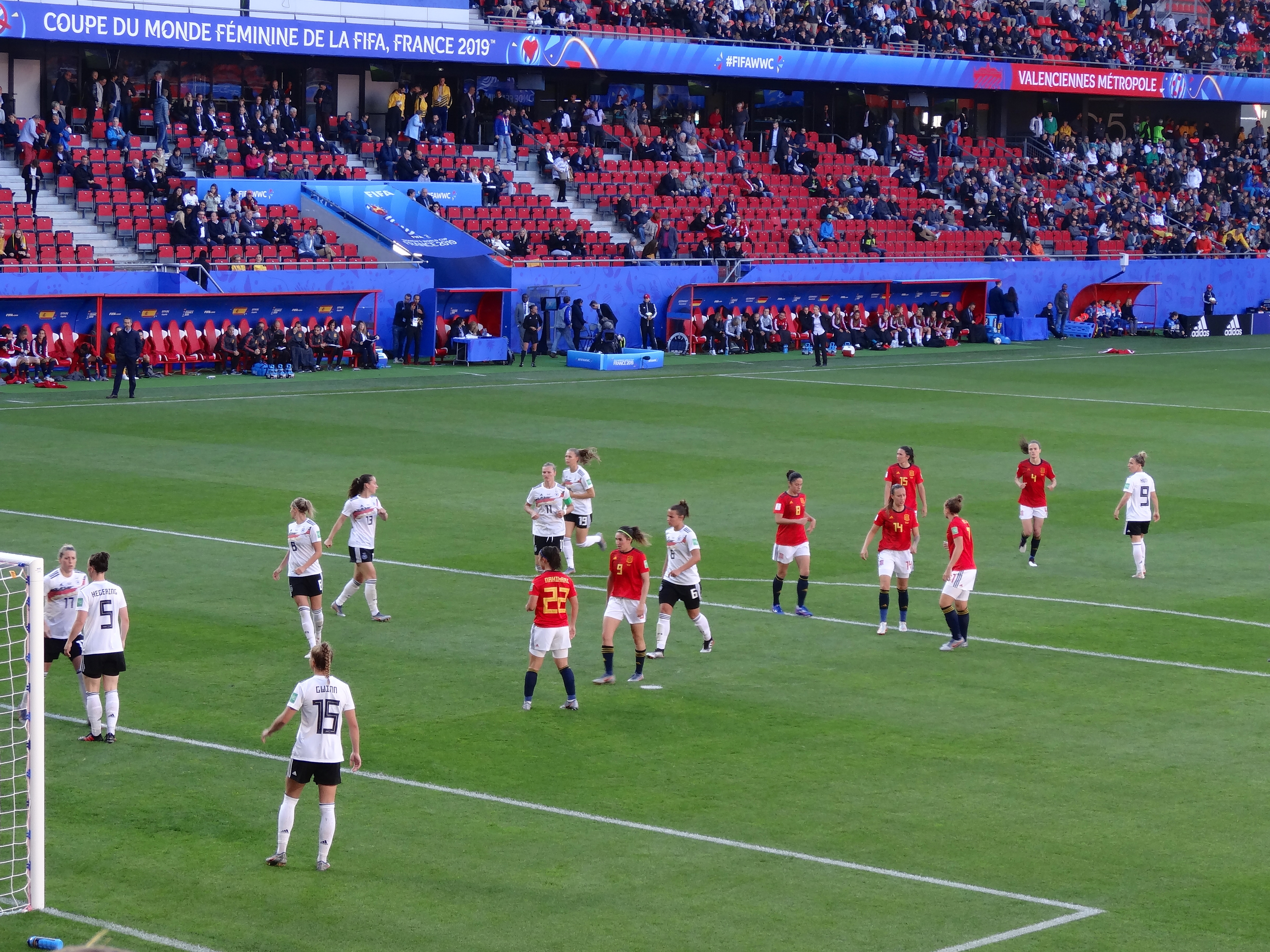
Azione di gioco tra Germania e Spagna al campionato mondiale 2019.

L'accesso al campionato europeo 2017 giunse con la vittoria a punteggio pieno del gruppo 2 delle qualificazioni. Il torneo continentale venne organizzato nei Paesi Bassi e la Spagna venne sorteggiata nel gruppo D assieme a Inghilterra, Scozia e Portogallo; dopo aver sconfitto le portoghesi alla prima partita, arrivarono due sconfitte contro le inglesi e contro le scozzesi, ma passò il turno come seconda classificata, grazie alla migliore differenza reti negli scontri diretti con portoghesi e scozzesi, che avevano tutte e tre concluso a 3 punti. Ai quarti di finale la Spagna venne eliminata dall'Austria ai tiri di rigore, dopo che tempi regolamentari e supplementari si erano conclusi a reti inviolate.
Vincendo, anche in quest'occasione a punteggio pieno, il gruppo 7 delle qualificazioni europee, la Spagna conquistò l'accesso alla fase finale del campionato mondiale per la seconda volta consecutiva. Il torneo venne organizzato in Francia nel giugno 2019 e la Spagna venne inserita nel gruppo B assieme a Germania, Cina e Sudafrica. Dopo aver superato le sudafricane per 3-1 all'esordio nella manifestazione, giunse una sconfitta per 0-1 contro le tedesche, seguita da un pareggio a reti bianche contro le cinesi, che consentì alle spagnole di chiudere il girone al secondo posto a pari punti con le cinesi, ma in vantaggio nella differenza reti generale. La prima volta della Spagna nella fase a eliminazione diretta del campionato mondiale si concluse già agli ottavi di finale con la sconfitta per 1-2 contro gli Stati Uniti.
Si qualificò imbattuta nel gruppo D delle qualificazioni per il campionato europeo 2022 e ha messo insieme quella che sarebbe stata la squadra spagnola più forte di sempre nella storia, classificandosi tra le principali contendenti al titolo arrivando ai quarti di finale al secondo posto dopo la Germania. Ai quarti di finale arrivò l'eliminazione dopo la sconfitta per 2-1 contro l'Inghilterra ai supplementari.
La Roja si riqualifica imbattuta ai gironi nel gruppo B delle Qualificazioni  al vittorioso mondiale del 2023 in Oceania, arrivando al secondo posto dopo il Giappone. Ha poi sconfitto Svizzera, Olanda e Svezia nella fase a eliminazione diretta e ha raggiunto la sua prima finale battendo l'Inghilterra 1–0 grazie a un gol di Olga Carmona.
In seguito all'annuncio del licenziamento di Jorge Vilda, Montserrat Tomé viene promossa da vice ad allenatrice della squadra nazionale.
Nell'autunno 2023 Disputò nell'edizione inaugurale della UEFA Women's Nations League, in cui chiuse al primo posto il girone con Italia, Svezia e Svizzera. La semifinale allo stadio Nuovo Mirandilla oppose le spagnole alle olandesi, battute per 3-0. Nella finale, disputata il 28 febbraio 2024 allo stadio della Cartuja, la Spagna sconfisse la Francia per 2-0 (reti di Bonmatí e Caldentey), vincendo così l'edizione inaugurale del torneo.
Le spagnole si piazzarono poi seconde al campionato europeo del 2025, perdendo ai tiri di rigore la finale contro l'Inghilterra campione d'Europa in carica.

## Partecipazione ai tornei internazionali
Legenda: Grassetto: Risultato migliore, Corsivo: Mancate partecipazioni

## Palmarès
- Algarve Cup: 1

2017
- Cyprus Cup: 1

2018
- Campionato mondiale: 1

2023
- UEFA Women's Nations League: 1

2023-2024

## Selezionatori
- 1983-1988:  Teodoro Nieto
- 1988-2015:  Ignacio Quereda
- 2015-2023:  Jorge Vilda
- 2023-2025:  Montserrat Tomé

## Tutte le rose

### Campionato mondiale
Coppa del Mondo FIFA 20151 Tirapu, 2 Jiménez, 3 Landa, 4 Serrano Perez, 5 García, 6 Torrecilla, 7 Pablos, 8 Bermúdez, 9 Boquete, 10 Hermoso, 11 Borja, 12 Corredera, 13 Gallardo, 14 "Vicky", 15 Meseguer, 16 Andrés, 17 Ibarra, 18 Torrejón, 19 Vázquez, 20 Paredes, 21 Putellas, 22 Sampedro, 23 Paños, CT: Quereda
Coppa del Mondo FIFA 20191 Gallardo, 2 Jiménez, 3 Ouahabi, 4 Paredes, 5 Andrés, 6 Losada, 7 Corredera, 8 Torrejón, 9 Caldentey, 10 Hermoso, 11 Putellas, 12 Guijarro, 13 Paños, 14 Torrecilla, 15 Meseguer, 16 León, 17 L. García, 18 Bonmatí, 19 Sampedro, 20 Pereira, 21 Falcón, 22 N. García, 23 Quiñones, CT: Vilda
Coppa del Mondo FIFA 20231 Rodríguez, 2 Batlle, 3 Abelleira, 4 Paredes, 5 Andrés, 6 Bonmatí, 7 Guerrero, 8 Caldentey, 9 González, 10 Hermoso, 11 Putellas, 12 Hernández, 13 Salón, 14 Codina, 15 Navarro, 16 Pérez Rabaza, 17 Redondo, 18 Paralluelo, 19 Carmona, 20 Gálvez, 21 Zornoza, 22 del Castillo, 23 Coll, CT: Vilda

### Campionato europeo
Campionato d'Europa UEFA 19971 Serra, 2 Nohalez, 3 Corominas, 4 Is Piñera, 5 del Puerto, 6 García, 7 R. Castillo, 8 Puñal, 9 Prieto, 10 Fuentes, 11 Mateos, 12 M. Castillo, 13 Capa, 14 Gimbert, 15 I. Parejo, 16 Palmira, 17 Zarza, 18 Jiménez, 19 Á. Parejo, 20 Guisasola, CT: Quereda
Campionato d'Europa UEFA 20131 Tirapu, 2 Torrecilla, 3 Landa, 4 Nicolau, 5 García, 6 Diéguez, 7 Borja, 8 Bermúdez, 9 Boquete, 10 Martín, 11 Vilanova, 12 Putellas, 13 Gallardo, 14 Losada, 15 Meseguer, 16 Calderón, 17 Ibarra, 18 Torrejón, 19 Vázquez, 20 Paredes, 21 Hermoso, 22 Sampedro, 23 Pons, CT: Quereda
Campionato d'Europa UEFA 20171 Gallardo, 2 Jiménez, 3 Torrejón, 4 Paredes, 5 Pereira, 6 Torrecilla, 7 Corredera, 8 Sampedro, 9 Vilas, 10 Hermoso, 11 Putellas, 12 Quiñones, 13 Paños, 14 Losada, 15 Meseguer, 16 López, 17 García, 18 González, 19 Latorre, 20 León, 21 Ouahabi, 22 Caldentey, 23 Nicart, CT: Vilda
Campionato d'Europa UEFA 20221 Gallardo, 2 Batlle, 3 Aleixandri, 4 Paredes, 5 Andrés, 6 Bonmatí, 7 Guerrero, 8 Caldentey, 9 González, 10 del Castillo, 11 Cardona, 12 Guijarro, 13 Paños, 14 Sarriegi, 15 Ouahabi, 16 León, 17 L. García, 18 Abelleira, 19 Carmona, 20 Pereira, 21 S. García, 22 Pina, 23 Rodríguez, CT: Vilda
Campionato d'Europa UEFA 20251 Sullastres, 2 Batlle, 3 Fernández, 4 Paredes, 5 Méndez, 6 Bonmatí, 7 Carmona, 8 Caldentey, 9 González, 10 del Castillo, 11 Putellas, 12 Guijarro, 13 Coll, 14 Aleixandri, 15 Ouahabi, 16 Martín-Prieto, 17 García, 18 Paralluelo, 19 López, 20 Pina, 21 Redondo, 22 Zubieta, 23 Nanclares, CT: Tomé

### Giochi olimpici
Calcio ai Giochi Olimpici Estivi 20241 Rodríguez, 2 Batlle, 3 Abelleira, 4 Paredes, 5 Hernández, 6 Bonmatí, 7 del Castillo, 8 Caldentey, 9 Paralluelo, 10 Hermoso, 11 Putellas, 12 Guijarro, 13 Coll, 14 Aleixandri, 15 Navarro, 16 Codina, 17 García, 18 Carmona, CT: Tomé

## Rosa
Lista delle 23 giocatrici convocate dalla selezionatrice Montserrat Tomé per il campionato europeo 2025. Presenze e reti aggiornate al momento della convocazione.
|  | P | Cata Coll              | 23 aprile 2001 (24 anni)   | 26  | 0  | Barcellona      |  |  |
|  | P | Adriana Nanclares      | 9 maggio 2002 (23 anni)    | 2   | 0  | Athletic Bilbao |  |  |
|  | P | Esther Sullastres      | 20 marzo 1993 (32 anni)    | 1   | 0  | Siviglia        |  |  |
|  |   |                        |                            |     |    |                 |  |  |
|  | D | Laia Aleixandri        | 25 agosto 2000 (24 anni)   | 41  | 3  | Manchester City |  |  |
|  | D | Ona Batlle             | 10 giugno 1999 (26 anni)   | 61  | 2  | Barcellona      |  |  |
|  | D | Olga Carmona           | 12 giugno 2000 (25 anni)   | 55  | 3  | Real Madrid     |  |  |
|  | D | Jana Fernández         | 18 febbraio 2002 (23 anni) | 8   | 0  | Barcellona      |  |  |
|  | D | María Méndez           | 10 aprile 2001 (24 anni)   | 13  | 2  | Real Madrid     |  |  |
|  | D | Leila Ouahabi          | 22 marzo 1993 (32 anni)    | 61  | 1  | Manchester City |  |  |
|  | D | Irene Paredes          | 4 luglio 1991 (33 anni)    | 116 | 13 | Barcellona      |  |  |
|  |   |                        |                            |     |    |                 |  |  |
|  | C | Aitana Bonmatí         | 18 gennaio 1998 (27 anni)  | 78  | 30 | Barcellona      |  |  |
|  | C | Patricia Guijarro      | 17 maggio 1998 (27 anni)   | 68  | 12 | Barcellona      |  |  |
|  | C | Vicky López            | 26 luglio 2006 (18 anni)   | 9   | 2  | Barcellona      |  |  |
|  | C | Alexia Putellas        | 4 febbraio 1994 (31 anni)  | 131 | 34 | Barcellona      |  |  |
|  | C | Maite Zubieta          | 28 maggio 2004 (21 anni)   | 5   | 0  | Athletic Bilbao |  |  |
|  |   |                        |                            |     |    |                 |  |  |
|  | A | Mariona Caldentey      | 19 marzo 1996 (29 anni)    | 88  | 29 | Arsenal         |  |  |
|  | A | Athenea del Castillo   | 24 ottobre 2000 (24 anni)  | 59  | 15 | Real Madrid     |  |  |
|  | A | Lucía García           | 14 luglio 1998 (26 anni)   | 57  | 13 | Monterrey       |  |  |
|  | A | Esther González        | 8 dicembre 1992 (32 anni)  | 50  | 33 | Gotham          |  |  |
|  | A | Salma Paralluelo       | 13 novembre 2003 (21 anni) | 38  | 14 | Barcellona      |  |  |
|  | A | Claudia Pina           | 12 agosto 2001 (23 anni)   | 14  | 6  | Barcellona      |  |  |
|  | A | Cristina Martín-Prieto | 14 marzo 1993 (32 anni)    | 5   | 2  | Benfica         |  |  |
|  | A | Alba Redondo           | 27 agosto 1996 (28 anni)   | 42  | 16 | Real Madrid     |  |  |

## Record individuali
Dati aggiornati al 3 giugno 2025; in grassetto le calciatrici ancora in attività.

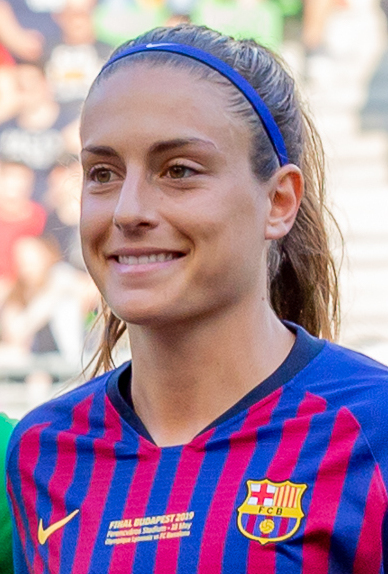
Alexia Putellas, primatista di presenze con la nazionale spagnola.

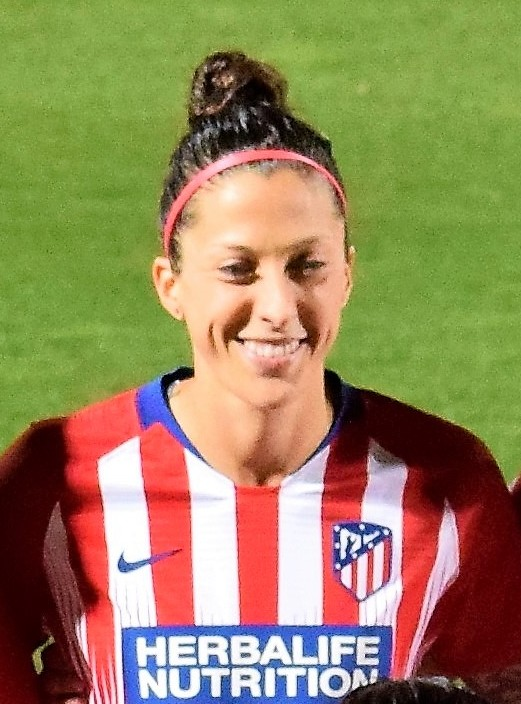
Jennifer Hermoso, primatista di reti con la nazionale spagnola.

| #  | Giocatore          | Periodo   | Pres. | Reti |
| -- | ------------------ | --------- | ----- | ---- |
| 1  | Alexia Putellas    | 2013-     | 138   | 37   |
| 2  | Jennifer Hermoso   | 2011-2025 | 123   | 57   |
| 3  | Irene Paredes      | 2011-     | 121   | 14   |
| 4  | Mariona Caldentey  | 2017-     | 95    | 31   |
| 5  | Marta Torrejón     | 2007-2019 | 90    | 8    |
| 6  | Marta Corredera    | 2013-2021 | 85    | 5    |
| 7  | Aitana Bonmatí     | 2017-     | 84    | 31   |
| 8  | Patricia Guijarro  | 2017-     | 75    | 13   |
| 9  | Arantza del Puerto | 1990-2005 | 71    | 0    |
| 10 | Silvia Meseguer    | 2008-2019 | 67    | 5    |

| #  | Giocatore            | Periodo   | Reti | Pres. | Reti/pr. |
| -- | -------------------- | --------- | ---- | ----- | -------- |
| 1  | Jennifer Hermoso     | 2011-2025 | 57   | 123   | 0,46     |
| 2  | Verónica Boquete     | 2005-2017 | 38   | 56    | 0,68     |
| 3  | Esther González      | 2016-     | 37   | 57    | 0,65     |
| 4  | Alexia Putellas      | 2013-     | 37   | 137   | 0,27     |
| 5  | Sonia Bermúdez       | 2008-2017 | 34   | 61    | 0,56     |
| 6  | Adriana Martín       | 2005-2015 | 33   | 39    | 0,85     |
| 7  | Aitana Bonmatí       | 2017-     | 31   | 84    | 0,37     |
| 8  | Mariona Caldentey    | 2017-     | 31   | 94    | 0,33     |
| 9  | Mar Prieto           | 1989-2000 | 30   | 62    | 0,48     |
| 10 | Athenea del Castillo | 2017-     | 18   | 66    | 0,27     |

## Statistiche
Ranking FIFA
| Anno | Marzo         | Giu/Lug       | Ago/Set       | Dicembre     |
| ---- | ------------- | ------------- | ------------- | ------------ |
| 2003 | 19º (1767)    | 19º (1767)    | 20º (1767)    | 20º (1765)   |
| 2004 | 20º (1771)    | 21º (1756)    | 21º (1756)    | 20º (1756)   |
| 2005 | 20º (1754)    | 20º (1756)    | 20º (1756)    | 20º (1778)   |
| 2006 | 20º (1778)    | 20º (1793)    | 20º (1778)    | 20º (1778)   |
| 2007 | 20º (1778)    | 20º (1802)    | 20º (1802)    | 20º (1805)   |
| 2008 | 21º (1805)    | 19º (1819)    | 19º (1819)    | 20º (1796)   |
| 2009 | 20º (1796)    | 20º (1796)    | 20º (1797)    | 20º (1813)   |
| 2010 | 20º (1813)    | 20º (1812)    | 19º (1816)    | 19º (1816)   |
| 2011 | 18º (1816)    | 18º (1816)    | 18º (1819)    | 17º (1841)   |
| 2012 | 17º (1842)    | 16º (1841)    | 17º (1831)    | 18º (1823)   |
| 2013 | 18º (1824)    | 18º (1823)    | 17º (1831)    | 15º (1849)   |
| 2014 | 15º (1844)    | 16º (1854)    | 16º (1865)    | 15º (1865)   |
| 2015 | 14º (1867)    | 19º (1815)    | 18º (1824)    | 14º (1854)   |
| 2016 | 15º (1852)    | 14º (1861)    | 14º (1861)    | 14º (1862)   |
| 2017 | 13º (1885)    | 13º (1885)    | 17º (1849)    | 13º (1869)   |
| 2018 | 12º (1886)    | 12º (1911)    | 12º (1916)    | 12º (1920)   |
| 2019 | 13º (1913)    | 13º (1899)    | 13º (1897)    | 13º (1900)   |
| 2020 | 13º (1915)    | 13º (1915)    | 13º (1915)    | 13º (1919)   |
| 2021 | 13º (1929,14) | 12º (1935,87) | 10º (1935,87) | 9º (1959,16) |
| 2022 | 7º (1980,28)  | 7º (1985,84)  | 8º (1983,13)  | 7º (2000,31) |
| 2023 | 7º (1997,65)  | 6º (2002,28)  | 2º (2051,21)  | 1º (2066,05) |
| 2024 | 1º (2085,96)  | 1º (2099,89)  | 3º (2021,09)  | 2º (2022.31) |
| 2025 | 2º (2020,60)  | 2º (2034.34)  | 1º (2066.79)  |              |

Ranking nazionali UEFA
| Data              | Ranking | Punti  |
| ----------------- | ------- | ------ |
| 9 marzo 2011      | 12º     | 32 679 |
| 25 ottobre 2012   | 12º     | 32 999 |
| 17 settembre 2014 | 7º      | 35 941 |
| 8 giugno 2016     | 6º      | 37 363 |
| 21 settembre 2016 | 6º      | 37 655 |
| 28 novembre 2017  | 5º      | 39 340 |
| 13 giugno 2018    | 6º      | 39 139 |
| 4 settembre 2018  | 5º      | 39 181 |
| 8 luglio 2019     | 6º      | 22 335 |
| 24 febbraio 2021  | 6º      | 38 913 |
| 6 settembre 2022  | 5º      | 40 472 |